# Augusto Carvacho
César Augusto Carvacho Solar (ur. 18 marca 1914 w Recoletcie, zm. 21 grudnia 2006 w Talca) – chilijski koszykarz, uczestnik Letnich Igrzysk Olimpijskich 1936. W pierwszej rundzie jego drużyna pokonała Turcję 30:16. W drugiej Chilijczycy pokonali Brazylię 23:18, jednak w rundzie trzeciej przegrali z Włochami (19:27). Wraz z kilkoma innymi reprezentacjami, Chile zajęło ex aequo 9. miejsce.